# Timothy Mason
Timothy Wright Mason (2 février 1940 – 5 mars 1990) est un historien britannique marxiste, spécialiste de l'Allemagne nazie. Il est l'un des fondateurs du History Workshop Journal et se spécialise dans l'histoire sociale du Troisième Reich. Il défend la « primauté de la politique », c'est-à-dire que le gouvernement nazi était « de plus en plus indépendant de l'influence des classes dirigeantes économiques [allemandes] », et pensait que la Seconde Guerre mondiale a été déclenchée par une crise économique en Allemagne.

## Biographie
Mason est né le 2 février 1940 à Birkenhead, en Angleterre, fils des enseignants Walter Wright Mason et Isabel Anna (Smith) Mason. Il fait ses études à Birkenhead School et à l'Université d'Oxford où il enseigne de 1971 à 1984. Il contribue à la fondation du journal de gauche History Workshop Journal. Mason se spécialise dans l'histoire sociale du Troisième Reich, en particulier celle de la classe ouvrière, et ses livres les plus célèbres sont son ouvrage de 1975, Arbeiterklasse und Volksgemeinschaft (La classe ouvrière et la communauté nationale), une étude de la vie ouvrière sous le nazisme, et son livre de 1977, Sozialpolitik im Dritten Reich (La politique sociale sous le Troisième Reich). Fait inhabituel pour un historien britannique, la plupart de ses livres sont initialement publiés en allemand.
Dans Social Policy in the Third Reich, Mason, contrairement à ses homologues d'Allemagne de l'Est, ne limite pas ses recherches principalement aux mouvements de résistance au sein de la classe ouvrière allemande, mais cherche à dresser un tableau complet de la vie de la classe ouvrière et de la manière dont elle était perçue par lui-même et par le régime nazi. Mason soutient que les dirigeants nazis étaient hantés par les souvenirs de la révolution de novembre 1918 et que la dictature était donc prête à faire d'importantes concessions matérielles sous la forme d'une politique sociale.
Outre ses études sur la classe ouvrière de l'Allemagne nazie et de l'Italie fasciste, Mason est connu pour sa rupture avec les interprétations marxistes antérieures du fascisme qui considéraient les régimes fascistes comme des serviteurs des intérêts capitalistes. Mason plaide plutôt en faveur de la « primauté de la politique », par laquelle il veut dire que même s'il pense que les régimes fascistes étaient toujours des régimes capitalistes, ils conservaient « l'autonomie » dans la sphère politique et n'étaient pas sous la coupe des intérêts capitalistes. 
L'approche de Mason de la « primauté de la politique » diffère de l'approche marxiste traditionnelle de la « primauté de l'économie » et l'implique dans les années 1960 dans un débat vigoureux avec les historiens est-allemands Eberhard Czichon, Dietrich Eichholtz et Kurt Gossweiler. Les deux derniers historiens écrivent que si Mason a raison, cela équivaudrait à « une réfutation complète de l’analyse sociale marxiste ». En abordant le sujet sous un angle différent de celui d'historiens conservateurs tels que Henry Ashby Turner et Karl Dietrich Bracher, la thèse de Mason sur la « primauté de la politique » aboutit à la même conclusion à propos de l'Allemagne nazie : les grandes entreprises ont servi l'État, plutôt que l'inverse.
Dans un essai de 1981 « Intention et explication : une controverse actuelle sur l'interprétation du national-socialisme » tiré du livre « The "Fuehrer State": Myth and Reality, Mason invente les termes intentionniste et fonctionnaliste comme termes pour les écoles historiques concernant l'Allemagne nazie. Mason critique Klaus Hildebrand et Karl Dietrich Bracher pour s'être trop concentrés sur Hitler comme explication de l'Holocauste. Mason écrit qu'une partie de l'explication du national-socialisme nécessite une vision plus large de la période, plutôt que de se concentrer entièrement sur Hitler. Mason écrit que dans le cadre d’une enquête plus large, les historiens devraient examiner la situation économique de l’Allemagne à la fin des années 1930.
Mason est l’un des principaux défenseurs des études comparatives sur le fascisme et, dans les années 1980, il critique vivement le philosophe allemand Ernst Nolte pour avoir comparé l’Holocauste à des événements que Mason considère comme totalement étrangers à l’Allemagne nazie, comme le génocide arménien et le génocide des Khmers rouges. En revanche, Mason soutient qu’il y a beaucoup à apprendre en comparant l’Allemagne nazie et l’Italie fasciste pour produire une théorie du fascisme générique.
En 1985, Mason estime que le gouvernement de Margaret Thatcher est un signe avant-coureur du fascisme, conseille aux dirigeants syndicaux de commencer à se préparer à entrer dans la clandestinité et part en Italie. Après avoir lutté pendant de nombreuses années contre une grave dépression, il se suicide à Rome le 5 mars 1990.